# Pseudbarydia crespula
Pseudbarydia crespula là một loài bướm đêm trong họ Noctuidae.